# 桃花源 (湖南)
桃花源位于中华人民共和国湖南省桃源县，面临沅水，背依群山。桃花源主体景区15.8平方公里，包括桃花山、桃源山、秦人村和桃仙岭四片。
此地被认为是陶渊明名作《桃花源记》的原型，景区内含国家重点文物保护单位桃花源古建筑群，保护范围包括桃花山牌坊、渊明祠、方竹亭、桃花观、遇仙桥、集贤祠、佳致碑、问津亭、高举阁、水源亭、临仙馆、白云轩等十数处。

## 沿革
桃花源自唐代开始在此修寺建观。宋时极盛。元末毁于火。明景泰六年（1455年）又建殿宇，明末再被毁。清光绪年间复修渊明祠，沿山配置亭阁，按陶渊明诗命名，此后又屡经修葺。现存古迹有桃源佳致碑、菊圃、方竹亭、集贤祠、探月亭，及历代诗人的碑刻题诗。1950年除对原有建筑物进行加固维修，并修复了一些亭阁。景区现为国家重点风景名胜区。
2020年12月29日，桃花源被中华人民共和国文化和旅游部公示确认为国家5A级旅游景区。

## 图库

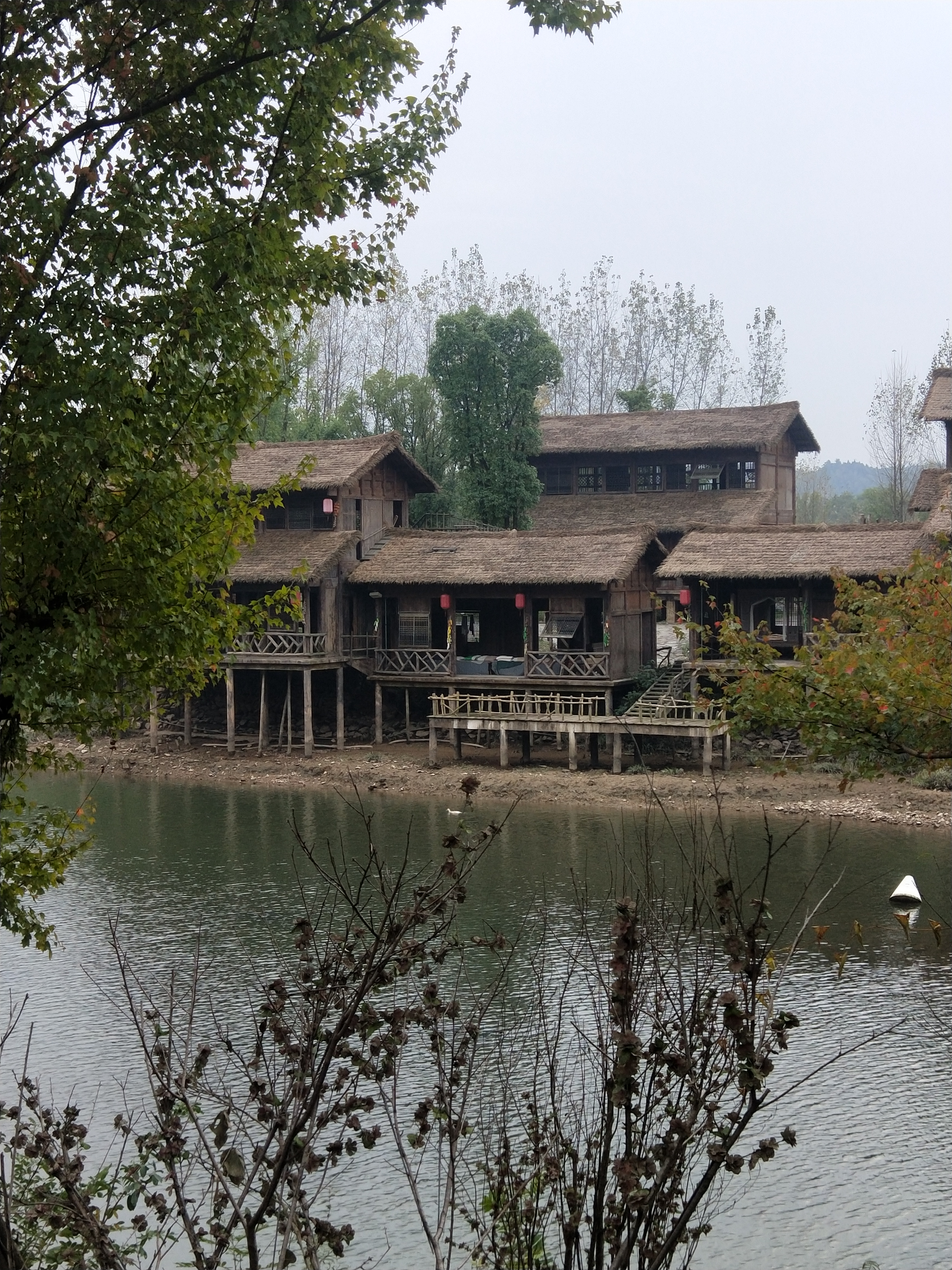
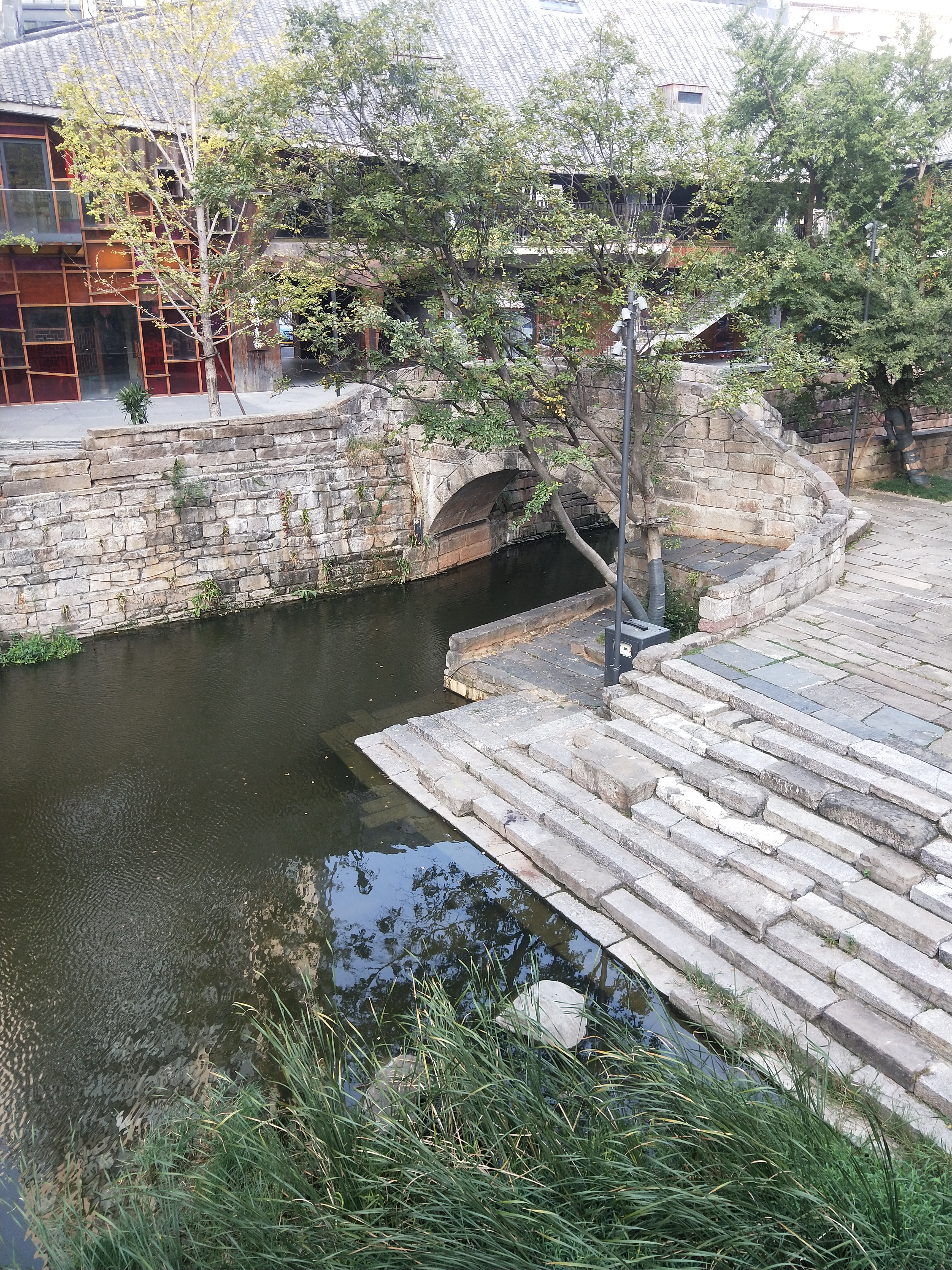
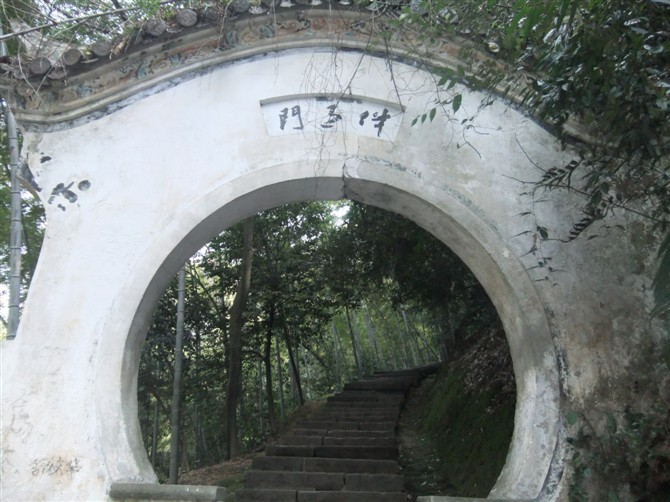